# Midi-Pyrénées
Midi-Pyrénées [midipireˈne] war eine Region im Südwesten Frankreichs, die aus den Départements Ariège, Aveyron, Haute-Garonne, Gers, Lot, Hautes-Pyrénées, Tarn und Tarn-et-Garonne bestand. Sie hatte eine Fläche von 45.348 km² und 3.152.150 Einwohner (Stand 1. Januar 2022). Hauptstadt der Region war Toulouse.
Der Name der Region ist eine Neuschöpfung, die sich aus Midi (französisch für Mittag, Süden, auch als allgemeine Bezeichnung für Südfrankreich gebräuchlich) und dem französischen Namen der Pyrenäen (Pyrénées) zusammensetzt.
Durch den Zusammenschluss der ehemaligen Regionen Midi-Pyrénées und Languedoc-Roussillon besteht seit dem 1. Januar 2016 die französische Region Okzitanien.

## Geographie
Die Region Midi-Pyrénées grenzte im Süden an Spanien und Andorra, im Westen an die Region Aquitanien, im Osten an Languedoc-Roussillon und im Norden an die Auvergne und das Limousin.
Die Region ließ sich in drei Landschaftszonen einteilen: Der Süden wurde vom Hochgebirgszug der Pyrenäen geprägt. Der Nordosten und äußerste Norden gehörten zum Mittelgebirge des Zentralmassivs. Der zentrale und nordwestliche Teil der Region war hingegen eben. Er wurde vom Flusslauf der Garonne und ihren Nebenflüssen geprägt, die den größten Teil der Region zum Atlantik hin entwässerten.

## Wappen
Beschreibung: In Rot ein goldenes Tolosanerkreuz.

## Geschichte
Die heutige Region ist eine Neuschöpfung, die sich aus Teilen verschiedener historischer Territorien zusammensetzt. Sie entstand 1960 mit der Einrichtung der Regionen in Frankreich. 1972 erhielt die Region den Status eines Établissements public unter Leitung eines Regionalpräfekten. Durch die Dezentralisierungsgesetze von 1982 erhielten die Regionen den Status von Collectivités territoriales (Gebietskörperschaften), wie ihn bis dahin nur die Gemeinden und die Départements besessen hatten. Im Jahre 1986 wurden die Regionalräte erstmals direkt gewählt. Seitdem wurden die Befugnisse der Region gegenüber der Zentralregierung in Paris schrittweise erweitert.
Bis 1789 gehörte der nördliche Teil der Region zur historischen Provinz Guyenne (Aquitanien), der Südwesten zur Gascogne, der Südosten (einschließlich der Stadt Toulouse) größtenteils zum Languedoc, der äußerste Südosten bildete die Grafschaft Foix (Comté de Foix).
Die Grafen von Toulouse waren im 12. Jahrhundert die mächtigsten Herrscher Südfrankreichs, bis sie in den Albigenserkriegen besiegt wurden. Die Katharer oder Albigenser hatten in dieser Gegend ihren Hauptsitz.
Am 1. Januar 2016 fusionierte die Region Midi-Pyrénées mit der benachbarten Region Languedoc-Roussillon zur Region Okzitanien.

## Bevölkerung
Die Bevölkerungsverteilung der Region ist stark auf die Hauptstadt Toulouse ausgerichtet, in deren Agglomeration ein Drittel der Bevölkerung lebt. Die übrige Region ist vorwiegend kleinstädtisch und ländlich geprägt.

### Städte
Die bevölkerungsreichsten Städte der Region Midi-Pyrénées sind:
| Stadt         | Einwohner (Jahr) | Département     |
| ------------- | ---------------- | --------------- |
| Toulouse      | 511.684 (2022)   | Haute-Garonne   |
| Montauban     | 62.487 (2022)    | Tarn-et-Garonne |
| Albi          | 50.605 (2022)    | Tarn            |
| Tarbes        | 44.529 (2022)    | Hautes-Pyrénées |
| Castres       | 42.700 (2022)    | Tarn            |
| Colomiers     | 40.916 (2022)    | Haute-Garonne   |
| Tournefeuille | 29.724 (2022)    | Haute-Garonne   |
| Muret         | 25.653 (2022)    | Haute-Garonne   |
| Rodez         | 24.136 (2022)    | Aveyron         |
| Blagnac       | 27.314 (2022)    | Haute-Garonne   |

## Politische Gliederung
Die Region Midi-Pyrénées ist in acht Départements untergliedert:
| 155.339 | (2022) |

| 279.736 | (2022) |

| 1.456.261 | (2022) |

| 192.649 | (2022) |

| 175.620 | (2022) |

| 231.453 | (2022) |

| 396.168 | (2022) |

| 264.924 | (2022) |

## Wirtschaft
Im Vergleich mit dem BIP der EU ausgedrückt in Kaufkraftstandards erreicht die Region einen Index von 100.2 (EU-27:100) (2004). Damit steht sie an 11. Stelle der 26 französischen Regionen.

## Sehenswürdigkeiten
- Grotte de Massabielle, Lourdes – bedeutender Pilger- und Wallfahrtsort
- Viaduc de Millau – längste Schrägseilbrücke der Welt
- Musée des Augustins – Kunstmuseum in Toulouse
- Place du Capitole – Platz in Toulouse mit Rathaus
- Ensemble conventuel des Jacobins – gotische Klosterkirche in Toulouse
- Kathedrale von Albi – gotische Kathedrale in Albi
- Château de Roquefixade – Burg
- Château de Montségur – Burg
- Nationalpark Pyrenäen
- Lac de Gaube – klarer Bergsee in den Pyrenäen
- Mont Perdu – Berg und Gebirge in den Pyrenäen mit Wasserfällen, Seen und Schluchten
- Pic du Midi – beliebter Berg der Pyrenäen mit Sternwarte auf dem Gipfel
- Col du Tourmalet – Bergpass der Pyrenäen
- Grotte de Niaux – Höhle mit Höhlenmalereien aus der Vorzeit
- Gouffre de Padirac – Unterirdisches Gewässer mit Wanderstrecke
- Grotte de Lombrives – Höhlenkomplex bei Ornolac-Ussat-les-Bains
- Grottes de Gargas – Höhle und historische Stätte
- Grotte du Pech Merle – Höhle mit Felszeichnungen aus der Zeit um etwa 16–20.000 v. Chr. und einem Museum zur Urgeschichte